# 沢駅 (石川県)
沢駅（さわえき）は、かつて石川県能美郡西尾村（現・小松市沢町）にあった尾小屋鉄道の駅（廃駅）である。

## 歴史
- 1919年（大正8年）11月26日：正田順太郎の鉄道路線開業に際し開業。
- 1920年（大正9年）6月11日：路線譲渡により横山鉱業部鉄道の駅となる。
- 1929年（昭和4年）7月2日：路線譲渡により尾小屋鉄道の駅となる。
- 1977年（昭和52年）3月20日：路線廃止により廃駅。

## 駅周辺
当駅は沢町集落の北側に位置しており、集落の南西側には梯川支流である郷谷川が流れている。当駅の西側には北陸電力沢変電所が隣接している。
- 小松市農業協同組合西尾支所
- 沢町コミュニティセンター
- 小松市消防団第17分団
- 国道416号
- 石川県道167号布橋出合線
- 西尾浄化センター

## 現状
駅跡は小松市農協西尾支所となっており、遺構として1面のホームが残っている。

## 隣の駅
尾小屋鉄道
尾小屋鉄道線
金平駅 - 沢駅 - 塩原駅